# Chaussin
Chaussin ist eine französische Gemeinde mit 1576 Einwohnern (Stand 1. Januar 2022) im Département Jura in der Region Bourgogne-Franche-Comté. Sie gehört zum Arrondissement Dole und zum Kanton Tavaux, dessen Hauptort (Chef-lieu) sie ist.

## Geographie
Die Gemeinde liegt in der Landschaft Bresse. Die Nachbargemeinden sind:
- Champdivers im Norden,
- Saint-Baraing und Gatey im Osten,
- Asnans-Beauvoisin im Süden,
- Longwy-sur-le-Doubs und Peseux im Westen.

## Geschichte
Als sich Frankreich im Zweiten Weltkrieg unter deutscher Besatzung befand, war der 1921 in Cornigliano geborene Italiener Raymond Lazzeri in der Résistance aktiv. Ein Doppelagent namens Martin aus Dole verriet ihn an die Deutschen. Zusammen mit seinem Vorgesetzten Brian Rafferty wurde er am 17. Mai 1943 festgenommen und in das KZ Buchenwald deportiert. Er überlebte das Lager und kehrte nach Frankreich zurück.

## Bevölkerungsentwicklung

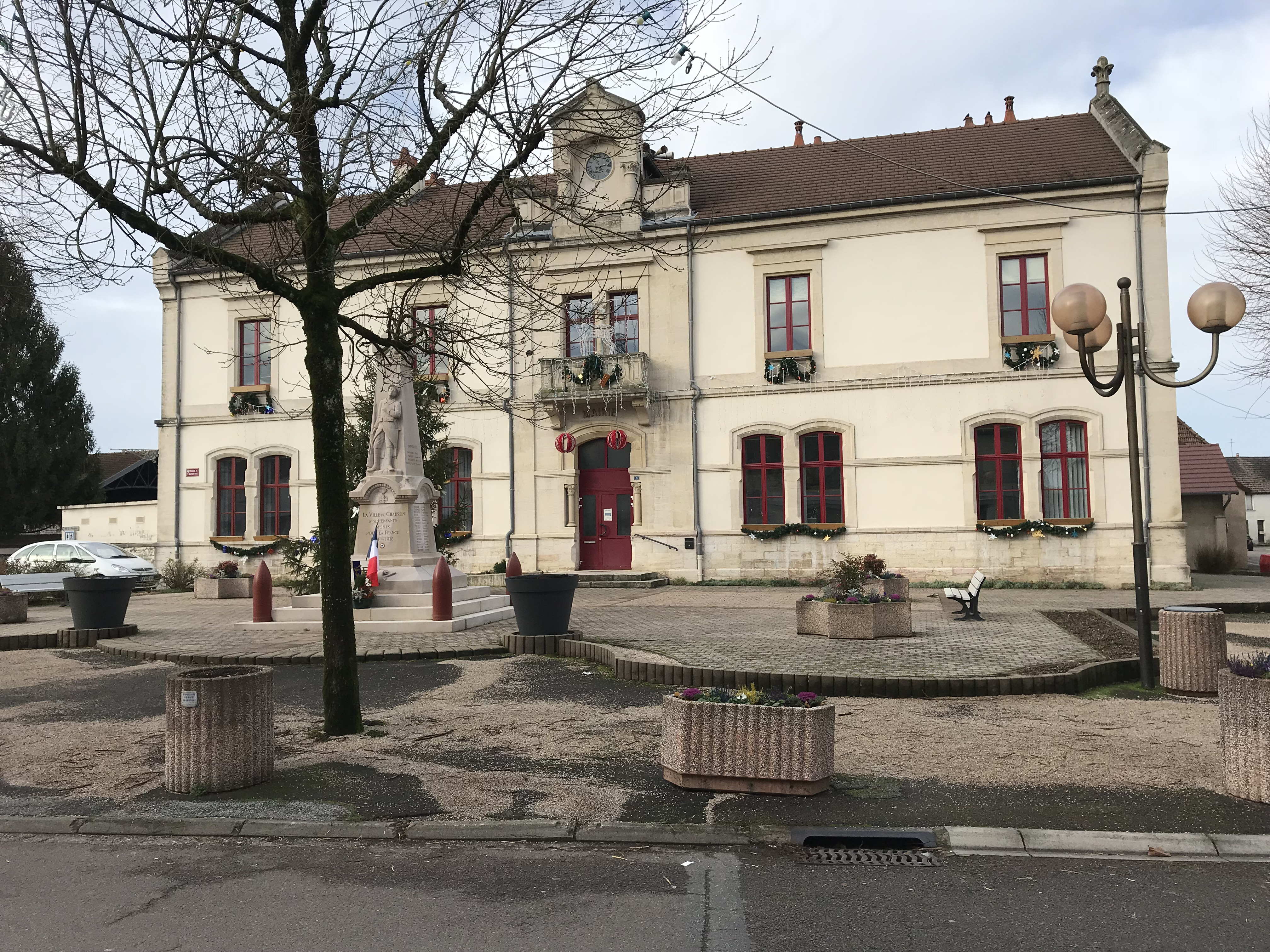
Mairie Chaussin

| Jahr                       | 1962 | 1968 | 1975 | 1982 | 1990 | 1999 | 2008 | 2017 |
| Einwohner                  | 1208 | 1282 | 1274 | 1487 | 1587 | 1579 | 1604 | 1630 |
| Quellen: Cassini und INSEE |      |      |      |      |      |      |      |      |